# Мизко, Николай Дмитриевич
Николай Дмитриевич Мизко (13 [25] мая 1818, Екатеринослав — 27 мая [8 июня] 1881, Москва) — российский журналист, литературный критик, переводчик и библиограф.

## Биография
Родился 13 (25) мая 1818 года в семье директора Екатеринославской мужской гимназии. Отец, Дмитрий Тимофеевич Мизко (26.10.1772—19.12.1847), потомок старинного дворянского рода, происходившего из австрийских славян, был с ноября 1803 года директором училищ Екатеринославской губернии, а затем — первым директором открытой им, по распоряжению начальства, 1 августа 1805 года Екатеринославской гимназии, которая при нём считалась одной из лучших в своём учебном округе. Дмитрий Тимофеевич родился в Борзне в семье священника и образование получил в Киевской духовной академии, но всю жизнь посвятил педагогике, выйдя в отставку по причине ослабевшего зрения в 1831 году. Мать — Александра Фёдоровна, урождённая Легкоступ, умерла на 33-м году в 1822 году, родив трёх детей; Николай был первым, затем родилась дочь Надежда (1820—1866) и ещё один сын Георгий (26.04.1822 — после 1881).
С 1828 года учился в Екатеринославской гимназии, которую окончил в 1833 году с серебряной медалью. Послушавшись отца, отказался от мысли поступления в Санкт-Петербургский университет и в мае 1834 года получил должность канцеляриста в Екатеринославской губернской строительной комиссии; через год стал коллежским регистратором. В 1837 году решил заниматься писательской деятельностью о чём сообщал в письме к кузену Николаю Рындовскому. С согласия отца стал готовиться к университетскому экзамену — под руководством одного из прежних гимназических учителей, Андрея Степановича Понятовского. В 1838 году сдал экзамен на словесном отделении философского факультета Харьковского университета и получил звание действительного студента.
В том же году началась его литературная деятельность, в декабрьском номере «Журнала Министерства народного просвещения» была напечатан его статья «Программа полного курса теории словесности», подписанная инициалами «Н. М.».
Из строительной комиссии он перешёл на службу в уголовную палату, затем — в казённую. В 1845 году стал редактором неофициальной части газеты «Екатеринославские губернские ведомости», где размещал и собственные статьи, посвящённые театру, которые привлекали внимание читателей.
В апреле 1843 года вышел его отзыв на «Мёртвые души» Н. Гоголя, «Голос из провинции о поэме „Мёртвые Души“» — в журнале «Отечественные записки». Отзыв высоко оценил сам Гоголь, и В. Белинский — готовил материал к печати.
В 1847 году умер отец, Мизко оставил редакторскую работу и переехал в имение Карабиновка, Новомосковский уезд, Екатеринославская губерния , посвятив себя полностью литературной деятельности.
В том же году в «Репертуаре и пантеоне» опубликовал под псевдонимом Анатолий Икарский повесть «Сцены из ежедневной жизни». Печатал в «Отечественных записках» статьи по библиотечному делу, по теории и истории литературы, народного образования. В 1850-х начал работу над книгой «Столетие русской литературы», которая охватила время с 1739 по 1839 годы. В книге сочувственно охарактеризовал М. Ю. Лермонтова, хотя считал его лишь подражателем А. С. Пушкина. Д. Д. Рябинин в качестве недостатка книги отметил существенный недостаток серьёзной критики в адрес писателей.
В то время общался со многими литераторами — Гоголем — произведения которого переводил на украинский язык, Александром Афанасьевым-Чужбинским, Семёном Гулаком-Артемовским, Пантелеймоном Кулишом, Амвросием Метлинским, Аполлоном Скальковским, Тарасом Шевченко. Перевёл на русский язык отдельные произведения Т. Шевченко — «Неофиты», отрывок из «Еретика», лирику периода ссылки. Во время путешествий в Москву и Петербург — с Аксаковыми, Николаем Костомаровым, Михаилом Погодиным, Иваном Панаевым.
В том времени выступал в печати со статьями — о проблемах системы воспитания. Переехал в Москву, стал действительным членом Общества любителей русской словесности при Московском университете.
В 1850 году женился на сестре своего бывшего соученика по гимназии, гистолога и физиолога Николая Якубовича, Надежде Якубович.
В 1861—1862 годах активно сотрудничал с редакцией журнала «Основа» Пантелеймона Кулиша. Публиковались в «Основе» различные его статьи, так, в номере 2 — статья, посвящённая Карпу Солёнику, в номере 3 — рецензия на «Краткий исторический очерк украинской литературы» П. Петраченко.
После отмены крепостного права проявлял несвойственную тогдашнему дворянству порядочность — отдал бесплатно крестьянам узаконенные земельные наделы и усадебную землю со строениями, кроме того за свой счёт обустроил для детей сельскую школу.
Десятилетие с 1856 по 1867 год было самым производительным временем в литературной жизни Н. Д. Мизко.
В 1868 году переехал в Воронеж, где вскоре купил себе дом. Параллельно с литературной деятельностью занимается составлением биобиблиографического издание — «Словарь русских писателей» — который ему не удалось издать. Он завещал 2000 рублей тому, кто приведёт в исполнение начатый им труд.
Этим временем датируется его театроведческих труд, посвящённый комедии Александра Грибоедова «Горе от ума» — «„Горе от ума“ на провинциальной сцене» в местной газете «Дон». В течение 1869—1871 годов было напечатано от 12 до 16 его переводов Шевченко на русский язык.
В 1875 году переехал в Москву; больной и усталый, вёл уединённую жизнь, временами наведываясь в книжные лавки. Все силы отдавал старому увлечению — составлению словаря русских писателей.
Последним его напечатанным при жизни трудом была статья, посвящённая украинскому языку и литературе — «По поводу толков в малорусском языке и в малороссийской словесности». В ней он отстаивал позицию отдельности и самобытности украинского языка, литературы и театра.
Умер утром 27 мая (8 июня) 1881 года в Москве. Был похоронен, согласно завещанию, в Воронеже.

## Работы
- «Столетие русской литературы» (1739—1839; Одесса, 1849),
- «Педагогические заметки» («Ж. M. H. Пр.», 1856, т. 92; отд. отт., СПб., 1856),
- «Голос из провинции» («Отечественные Записки», 1856, кн. 6),
- «Несколько слов о крестьянском труде в барщинном хозяйстве» («Сельское Благоустройство», 1858, кн. 7),
- «Разбор первого выпуска философского лексикона» («СПб., Ведомости», 1858),
- «Русская словесность в ее современном развитии» («Литературные Прибавления к Киевскому Телеграфу», 1860),
- «Общие понятия о поэзии» («Филологические Записки», 1869),
- «Вопрос на очереди» («Современные Известия», 1870, № 33 и 34),
- «Тургенев, его 30-летняя деятельность и его типы» (Воронеж, 1872),
- «А. Ф. Мерзляков. Библиографическо-критический очерк» («Русская Старина», 1879, кн. 1).
- «Рецензия на книгу Метлинкого „Народные южно-русские песни“» («Москвитянин», 1855, № 4),
- «Краткий исторический очерк украинской литературы» («Основа», 1862, № 3),
- «По поводу толков о малороссийском языке и малороссийской словесности» («Дон», 1881, № 53).